# اندیس گرانیت کاسه گران پیرانشهر (محمد قادری)
گرانیت کاسه گران پیرانشهر (محمد قادری) یک اندیس مصالح ساختمانی است که در  استان آذربایجان غربی قرار دارد و مادهٔ معدنی موجود در آن، گرانیت است.  